# Media Maratón Villa de Santa Pola

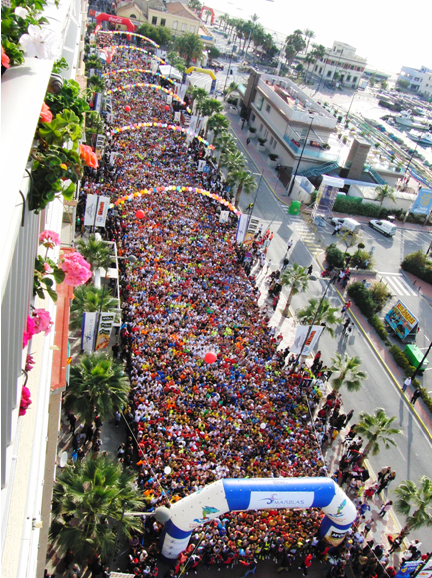
Imagen de la zona de salida en la edición de 2010.

La Media Maratón Villa de Santa Pola es una carrera popular a pie de larga distancia, consistente en correr medio maratón (21.097 m). Junto a los medios maratones de Madrid y Valencia es uno de los tres más concurridos de España, con alrededor de 8000 participantes cada uno y participación de renombrados atletas internacionales.
La primera edición se produjo en 1990 y, dos años más tarde, se consolida con la formación del Club de Atletismo Santa Pola que se ha encargado de su organización y promoción hasta la actualidad. Tiene lugar en el mes de enero.

## Recorrido y altimetría
En la actualidad, el recorrido tiene una longitud de 21.097 km y una diferencia de cota de 4 m, siendo llana la mayor parte del trayecto. El circuito discurre paralelo a la línea de costa y consiste en una primera vuelta de 15 km, que se introduce en el puerto, y una segunda de 6 km.

## Mejores marcas
| Tiempo  | Nombre                   | Año  |
| 1:07:25 | Pedro Carayol            | 1990 |
| 1:06:20 | Jhon Rolling             | 1991 |
| 1:05:28 | Hassan Quharrouch        | 1992 |
| 1:04:31 | Aldelkader Elmouaziz     | 1993 |
| 1:05:28 | Hassan Quharrouch        | 1994 |
| 1:06:17 | José María Fernández     | 1995 |
| 1:05:32 | Hakimi Quharrouch        | 1996 |
| 1:05:01 | Hakimi Quharrouch        | 1997 |
| 1:04:55 | Mohamed Erraou           | 1998 |
| 1:03:16 | Samuel Kimayo            | 1999 |
| 1:05:02 | Daniel Komen             | 2000 |
| 1:05:53 | Dominic Saru             | 2001 |
| 1:02:34 | Toni Peña                | 2002 |
| 1:03:10 | Hosea Kipyego            | 2003 |
| 1:05:55 | James Mibei              | 2004 |
| 1:03:39 | Abraham Chelanga         | 2005 |
| 1:04:29 | Ragi Assefa              | 2006 |
| 1:03:50 | Abdelhadi el Mouaziz     | 2007 |
| 1:01:53 | Silas Kipngetich Sang    | 2008 |
| 1:03:34 | Thomas Kipkosgei         | 2009 |
| 1:01:10 | Erick Kibet              | 2010 |
| 1:00:32 | Azmeraw Bekele Molalign  | 2011 |
| 1:02:23 | Tigabu Gebremariam Asefa | 2012 |
| 1:01:48 | Jhon Nzaus Mwangangi     | 2013 |
| 1:01:25 | Abraham Cheroben         | 2014 |
| 1:00:15 | Vincent Yator            | 2015 |
| 1:01:02 | Morris Munene Gachaga    | 2016 |
| 1:00:55 | Peter Cheruiyot Kirui    | 2017 |
| 1:04:29 | Josphast Kiprono Menjo   | 2018 |
| 1:06:56 | Hassane Ahouchar         | 2019 |
| 59:09   | Alexander Mutiso Munyao  | 2020 |

| Tiempo  | Nombre                          | Año  |
| 1:41:59 | Mª Dolores Soriano              | 1990 |
| 1:33:28 | María Isabel Fernández          | 1991 |
| 1:31:06 | Verónica Segura                 | 1992 |
| 1:22:54 | Joaquina Casas                  | 1993 |
| 1:20:10 | Marta Llaudes Soler             | 1994 |
| 1:22:19 | Marta Llaudes Soler             | 1995 |
| 1:25:50 | Ekrol Ingri                     | 1996 |
| 1:17:11 | Mª Antonia Sánchez de la Morena | 1997 |
| 1:15:28 | Esther Pedrosa                  | 1998 |
| 1:18:09 | Esther Pedrosa                  | 1999 |
| 1:13:53 | Griselda González               | 2000 |
| 1:15:50 | Tina María Ramos                | 2001 |
| 1:10:52 | María Abel                      | 2002 |
| 1:18:53 | Carmen Sala Ferrer              | 2003 |
| 1:20:08 | Carmen Sala Ferrer              | 2004 |
| 1:11:19 | Gladis Cherono                  | 2005 |
| 1:14:54 | Daska Mamitu                    | 2006 |
| 1:14:44 | Malika Asshasa                  | 2007 |
| 1:11:55 | María José Pueyo Bergua         | 2008 |
| 1:17:58 | Khadija Baghyay                 | 2009 |
| 1:10:27 | Joyce Chepkirui                 | 2010 |
| 1:11:49 | Rkia el Moukim                  | 2011 |
| 1:09:23 | Rose Chelimo                    | 2012 |
| 1:10:00 | Georgina Rono                   | 2013 |
| 1:14:12 | Esther Hidalgo                  | 2014 |
| 1:11:02 | Georgina Rono                   | 2015 |
| 1:10:25 | Polline Wanjiku                 | 2016 |
| 1:09:48 | Antonina Kwambai                | 2017 |
| 1:15:57 | Beth Mouthoni Karanja           | 2018 |
| 1:11:07 | Abebech Gela                    | 2019 |
| 1:09:28 | Vibian Chepkirui                | 2020 |